# Vasily Egorov
Vasilii Egorov est un boxeur russe né le 16 septembre 1993.

## Carrière
Sa carrière amateur est principalement marquée par un titre de champion d'Europe remporté à Kharkiv en 2017 dans la catégorie des poids mi-mouches.

## Palmarès

### Championnats d'Europe
- Médaille d'or en -49 kg en 2017 à Kharkiv, Ukraine